# Мартинович, Ратко
Ратко Мартинович (серб. Ратко Мартиновић; 16 мая 1915, Баня-Лука — 14 апреля 1994, Белград) — югославский сербский военачальник, генерал-подполковник Югославской народной армии. Участник Народно-освободительной войны Югославии, один из высших офицеров Югославской королевской армии в партизанских рядах.

## Биография
Родился 16 мая 1915 в Баня-Луке в бедной семье. Рано потерял родителей, перебрался в юном возрасте в Сараево, где в 1933 году окончил Военную академию (подпоручик инженерных войск). Перед войной произведён в поручики (лейтенанты). Во время Апрельской войны командовал инженерным батальоном в Сараево, после капитуляции избежал плена и в апреле в Боснии вступил в четницкое подполье, ведомое Драже Михайловичем, с которым ушёл в Западную Сербию. В составе четников сражался в Валевском округе, дружил со священником Владой Зечевичем и с ним создал собственный четницкий отряд. Был одним из участников переговоров с партизанами о совместных боевых действиях, командовал войсками в битве за Крупань, участвовал в боях за Шабац и Лозницу.
Считается, что именно Мартинович положил начало негласной традиции среди четников отращивать бороды: он первым стал её отращивать. Дража Михайлович сделал серьёзный выговор ему, но Мартинович в ответ на это заявил, что дал клятву не сбривать бороду, пока из Югославии не изгонят противников или пока все четники не погибнут:

Прошу Вас, господин полковник, разрешить мне отращивать бороду, потому что я поклялся не бриться, пока мы не выгоним немцев или не погибнем.
Оригинальный текст (серб.)Молим Вас, господине пуковниче да ми одобрите да носим браду јер сам се зарекао да ћу да је носим док Немце не протерамо или док не погинем.

Позднее и сам Михайлович отрастил бороду, следуя той же клятве.
После раскола движения Мартинович с Зечевичем ушли к партизанам Тито, где Мартинович стал начальником штаба Валевского партизанского отряда. После Первого антипартизанского наступления отряд остался в Западной Сербии. В нём к декабрю 1941 года уже насчитывалось 1800 закалённых бойцов. После кровопролитных боёв и разделения отряда на Космайский, Тамнавский и Сувоборский отряды) к марту 1942 года группа из 85 человек выбрались в Восточную Боснию через Дрину. Маскируясь под подразделения четников, они вышли к пролетарским бригадам.
Ратко Мартинович продолжил службу, руководя следующими подразделениями:
- 2-я краинская ударная бригада v командир с августа 1942
- 5-я Краинская дивизия — начальник штаба с января 1943
- Главный штаб НОАЮ в Сербии — начальник с мая 1944

Произведён в следующие воинские звания:
- майор — 1 мая 1943
- подполковник — 1 ноября 1943
- полковник — 8 июля 1944
- генерал-майор — 12 июня 1946
- генерал-подполковник — 30 апреля 1955

В отставку Мартинович вышел в 1958 году. После войны Мартинович занялся написанием книг и мемуаров:
- «Значение действий групп партизанских отрядов в Западной Сербии (1941—1945)» (серб. „Значај дејства групе партизанских одреда у западној Србији (1941—1945)“), Белград, 1980
- «Руководство вооружённой борьбой» (серб. „Руковођење оружаном борбом“), Белград, 1987
- «Роковые решения» (серб. „Кобне одлуке“), Народна књига, Белград, 1986
- «От Равной горы до Верховного штаба» (серб. „Од Равне горе до Врховног штаба“), Белград, 1989

Скончался 14 апреля 1994 в Белграде.
Награждён орденами Братства и единства, Партизанской Звезды, партизанской памятной медалью 1941 года и рядом других наград.